# تارماک
تارماک (انگلیسی: Tarmac) شرکت مصالح ساختمانی بریتانیایی است، که در سال ۲۰۱۳ تأسیس شد.